# Paulette Collet
Paulette Collet, née en 1926 à Verviers, est une essayiste et universitaire belge.    
Elle enseigne le théâtre et la littérature, et publie des essais portant sur la littérature québécoise, la philosophie et les sciences humaines. Elle reçoit le prix Raymond-Casgrain en 1966 et le prix Jean-Baptiste Rousseaux en 2024.   

## Biographie

### Jeunesse et études
Paulette Collet naît en 1926 à Verviers.   
Elle entame ses études secondaires au Lycée des Jeunes Filles de Verviers, avant de les poursuivre à Londres durant la Seconde Guerre mondiale, d'abord au Finchley County Secondary, puis au King's College de l’Université de Londres, où elle obtient un baccalauréat en 1950. Par la suite, elle s'inscrit à l’Université Laval, où elle complète une maîtrise en 1961 avec un mémoire consacré aux sensations dans l’œuvre d’André Langevin. Elle y soutient également une thèse de doctorat en 1962, portant sur la représentation de l’hiver dans le roman canadien-français.

### Parcours professionnel
De 1950 à 1952, Paulette Collet enseigne dans un lycée de Londres, puis travaille comme « Education Officer » à l’Île Maurice jusqu’en 1960, avant de s’installer au Canada. Elle reprend l’enseignement au Kansas State Teachers College, au Saint Peter’s College of Jersey City, puis au Saint Michael's College de l’Université de Toronto, où elle fonde la Troupe de théâtre des Anciens de l’Université de Toronto en 1969,. Elle y est nommée professeure titulaire en 1970. Elle y enseigne la littérature et le théâtre.

### Critiques littéraires
Son essai L’Hiver dans le roman canadien-français, récompensé par le prix Raymond-Casgrain en 1966, reçoit un accueil critique contrasté. Jean Éthier-Blais en souligne la portée, le présentant comme une œuvre à dimension introspective. Adrien Thério en relève la justesse de certains jugements, tout en lui reprochant une certaine répétitivité et une approche jugée superficielle. Laurent Mailhot et Jean-Charles Falardeau se montrent plus critiques encore : selon eux, l’ouvrage, qui se veut une étude des effets de l’hiver sur les comportements et les mentalités, se réduit à une compilation de citations sans véritable effort d’analyse, à une époque où la critique littéraire évolue vers des approches interprétatives renouvelées,.
En 1976, son essai Marie Le Franc : deux parties, deux exils reçoit un accueil plus favorable. Le critique Maurice Lorent, tout en émettant quelques réserves, souligne la rigueur de l’analyse, la clarté de la méthode et la qualité de l’écriture. Il considère l’ouvrage comme la première étude approfondie et documentée consacrée à Marie Le Franc.
Paulette Collet est passionnée par Jean Racine et Molière et met en scène leurs pièces de nombreuses fois,,. 

## Prix
- 1966 : Prix Raymond-Casgrain pour son essai L’Hiver dans le roman canadien-français[1].
- 2024 : Prix Jean-Baptiste Rousseaux décerné par la Société d’histoire de Toronto pour sa contribution à la promotion du patrimoine francophone à Toronto[7].

## Œuvres
- L’Hiver dans le roman canadien-français (essai), Québec, Presses de l'Université Laval, 1965, 281 p.
- Roger-François Thépot (essai), Paris, Presse, 1972, 98 p.
- (en) Modern French. A Grammar Review (manuel), New York, Appleton-Century-Croft, 1973, 260 p.
- Marie Le Franc : deux parties, deux exils (essai), Sherbrooke, Éditions Naaman, 1976, 198 p.
- Les Romanciers français et le Canada (1842-1981) : Anthologie, Sherbrooke / Paris, Éditions Naaman, 1984, 166 p.